# Algodonite
La algodonite è un minerale.